# موش‌صاریغ دم‌چاق معمولی
موش‌صاریغ دم‌چاق معمولی (نام علمی: Thylamys pusillus) نام یک گونه از سرده موش‌صاریغ‌های دم‌چاق است.